# Gerard Alfons Kusz

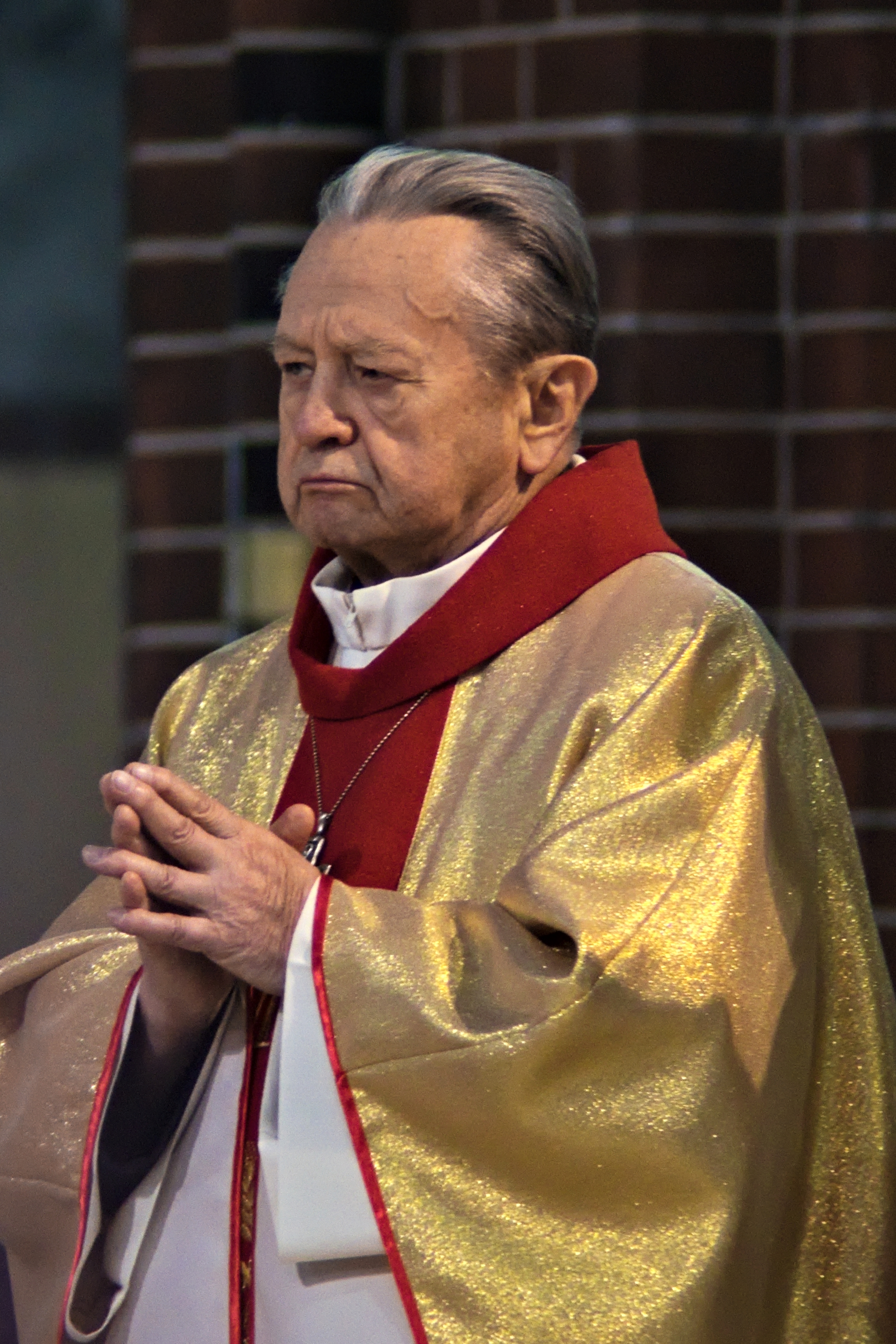
Gerard Kusz (2020)

Gerard Alfons Kusz (* 23. Oktober 1939 in Oderwalde/Dziergowice; † 15. März 2021 in Gliwice) war ein polnischer Geistlicher und Weihbischof in Gliwice.

## Leben
Der Apostolische Administrator von Oppeln, Franciszek Jop, weihte ihn am 24. Juni 1962 zum Priester.
Papst Johannes Paul II. ernannte ihn am 8. Juli 1985 zum Weihbischof in Oppeln und Titularbischof von Tagarbala. Die Bischofsweihe spendete ihm der Erzbischof von Warschau und Gnesen, Józef Kardinal Glemp, am 15. August desselben Jahres; Mitkonsekratoren waren Henryk Roman Kardinal Gulbinowicz, Erzbischof von Breslau, und Alfons Nossol, Bischof von Oppeln.
Am 25. März 1992 wurde er zum Weihbischof in Gliwice ernannt.
Papst Franziskus nahm am 15. November 2014 sein aus Altersgründen vorgebrachtes Rücktrittsgesuch an.